# Urogonodes
Urogonodes là một chi bướm đêm thuộc phân họ Drepaninae.